# Allan Jay
Allan Louis Neville Jay (30 de junio de 1931-5 de marzo de 2023) fue un deportista británico que compitió en esgrima, especialista en las modalidades de florete y espada.
Participó en cinco Juegos Olímpicos de Verano entre los años 1952 y 1968, obteniendo dos medallas de plata en Roma 1960. Ganó seis medallas en el Campeonato Mundial de Esgrima entre los años 1955 y 1965.

## Palmarés internacional
| Juegos Olímpicos   | Juegos Olímpicos   | Juegos Olímpicos  | Juegos Olímpicos    |
| Año                | Lugar              | Medalla           | Prueba              |
| ------------------ | ------------------ | ----------------- | ------------------- |
| 1960               | Roma (Italia)      | Medalla de plata  | Espada individual   |
| 1960               | Roma (Italia)      | Medalla de plata  | Espada por equipos  |
| Campeonato Mundial |                    |                   |                     |
| Año                | Lugar              | Medalla           | Prueba              |
| 1955               | Roma (Italia)      | Medalla de bronce | Florete por equipos |
| 1957               | París (Francia)    | Medalla de bronce | Florete individual  |
| 1957               | París (Francia)    | Medalla de bronce | Espada por equipos  |
| 1959               | Budapest (Hungría) | Medalla de oro    | Florete individual  |
| 1959               | Budapest (Hungría) | Medalla de plata  | Espada individual   |
| 1965               | París (Francia)    | Medalla de plata  | Espada por equipos  |